# خوسه ماریا مینشا
خوسه ماریا مینشا (انگلیسی: José María Minella؛ ۹ اوت ۱۹۰۹ – ۱۳ اوت ۱۹۸۱) بازیکن فوتبال اهل آرژانتین بود.
از باشگاه‌هایی که در آن بازی کرده‌است می‌توان به باشگاه فوتبال ریور پلاته، باشگاه فوتبال جیمناسیا لاپلاتا، و باشگاه فوتبال پنیارول اشاره کرد.
وی همچنین در تیم ملی فوتبال آرژانتین بازی کرده‌است.